# Хидрогенска бомба
Термонуклеарна, водонична или хидрогенска бомба (скраћено Х-бомба), је бомба чија се експлозивна снага заснива на енергији која се ослободи при фузији изотопа водоника или неких сличних лаких атомских језгара. Сво нуклеарно оружје, поред разорног дејства, има још радиоактивно и топлотно дејство. Како највећи део радиоактивности потиче из саме бомбе, Х-бомбе се називају и чисте бомбе, јер су продукти фузије лаких атомских језгара, углавном нерадиоактивни изотопи. До сада ниједна хидрогенска бомба није искориштена у ратне сврхе, али су вршена нуклеарна тестирања ове врсте бомбе. Већина тестова је вршена под водом и у пустињи због ризика од уништења околине. Прва термонуклеарна бомба је експлодирала 1952. у месту Eenewetak у САД, a друга 1953. године у Русији.
Термонуклеарно или фузионо оружје је друга генерација дизајна нуклеарног оружја која има много већу деструктивну моћ од атомских бомби прве генерације. Модерна фузијска оружја састоје се углавном од две главне компоненте: нуклеарно фисионе примарне фазе (чије гориво су уранијум-235 или плутонијум-239) и засебне нуклеарно фузионе секундарне фазе у којој се користи термонуклеарно гориво: тешки водонични изотопи деутеријум и трицијум, или у модерном оружју литијум деутерид. Фузиона експлозија почиње са детонацијом фисионог примарног ступња. Њена температура је виша од приближно сто милиона Келвина, те она интензивно исијава термалну x-радијацију. Ови X-зраци поплављују празнину („радијациони канал” често испуњен полистиренском пеном) између примарног и секундарног склопа смештеног унутар ограђеног простора који се назива радијациона кутија, који ограничава енергију X-зрака и одупире се истискивању. Растојање које раздваја два склопа осигурава да се фрагменти крхотина из примарне фисије (који се крећу знатно спорије од фотона X-зрака) не могу да разложе секундарни склоп пре него што се оконча фузиона експлозија.
Секундарна фузиона фаза – која се састоји од потискивача/збијача, фузионог горива и плутонијумске свећица – бива имплодирана помоћу енергије X-зрака који врше притисак према унутрашњости. Овим се врши компресија и повећава густина плутонијумске свећице у центру бомбе. Густина плутонијумског горива се повишава до те мере да се свећица доводи до суперкритичног стања, и започиње ланчана реакција нуклеарне фисије. Тако произведени фисиони продукти загревају високо компримовано, и стога супергусто, термонуклеарно гориво које окружује свећицу до око три стотине милиона Келвина, иницирајући фузионе реакције у језгрима фузионог горива. У модерном оружју чије гориво је литијум деутерид, фисиона плутонијумска свећица исто тако емитује слободне неутроне који се сударају са литијумским језгрима и снабдевају трицијумску компоненту термонуклеарног горива.
Механизам радијационе имплозије искориштава температурну разлику између топлог окружујућег радијационог канала секундарног ступња и релативно хладне унутрашњости. Ова температурна разлика се накратко одржава помоћу масивне топлотне баријере зване „потискивач/збијач”, која исто тако служи као имплозиони подешавач, повећавајући и продужавајући компресију секундарног склопа. Ако је направљен од уранијума, обогаћеног уранијума или плутонијума, он може да зароби фисионе неутроне произведене фисионом реакцијом и да сам подлегне фисији, повећавајући свеукупни експлозивни принос. Осим тога, поједина решења исто тако садрже радијационе кутије од фисилног материјала који подлеже фисији. Резултат је да такве бомбе имају трећу терцијарну фисиону фазу, и већина садашњих Телер–Улам имплементација су оружја са фисијом-фузијом-фисијом. Фисија збијача или радијационе кутије представља један од главних доприноса укупном приносу и тиме се производе радиоактивни фисиони производи нуклеарних падавина.

## Начин функционисања
Термонуклеарна бомба се састоји од атомске бомбе у средини и два омотача око ње. Атомску бомбу окружује једињење литијума и деутеријума, а око овог омотача се налази велики штитни спољашњи омотач од материјала који је подложан процесу фисије. Велики спољашњи омотач држи све компоненте бомбе на окупу како би се добила моћнија експлозија.
Неутрони из атомске експлозије узрокују спајање водоникових језгара и добијање хелијума, трицијума и енергију. Експлозија атомске бомбе затим ствара високе температуре неопходне за процес фузије. Експлозија саме хидрогенске бомбе ствара веома високе температуре у тренутку експлозије. Највише температуре су близу њеног језгра и у овој зони скоро сва присутна материја испари и формира гас под великим притиском. При изненадном повећању притиска, гас се од центра шири у облику јаког ударног таласа, чија јачина опада удаљавањем од центра експлозије. Овај талас садржи већину ослобођене енергије и је одговоран за главни дио деструктивног механичког ефекта нуклеарне експлозије. Ширење ударног таласа и његови ефекти веома зависе од тога да ли се експлозија десила у ваздуху, под водом или под земљом.

## Историјат
Прича о фузионој бомби је постала актуелна од 1942. године, када је Едвард Телер, амерички нуклеарни физичар мађарског порекла, на једном семинару посвећеном атомском оружју подсетио публику на идеју Енрика Фермија о „супербомби“. Ферми је сматрао да би бомба која би функционисала на исти начин као и Сунце била у стању да ослободи незамисливу количину енергије. Иако је Телер сматрао да би хидрогенска бомба могла да буде направљена до краја рата, остао је потпуно усамљен у истраживањима и без Опенхајмерове подршке, делимично и зато што је актуелни пројекат „Менхетн“ био довољно компликован.
Због тога што су за покретање процеса фузије потребни огромни притисци и висока температура, Телер је велику атомску бомбу замислио као потенцијални упаљач. Ипак, он није успео да дефинише технички концепт Х-бомбе све док математичар Станислав Улам није за средство иницијалне компресије и загревања фузионог материјала искористио зрачење.
Бацање првих атомских бомби на јапанске градове Хирошиму и Нагасаки обележило је крај Другог светског рата. Иако је постојала полемика о томе да ли треба развијати нуклеарна оружја попут Х-бомбе, академску расправу прекинуо је председник Труман, који је 31. јануара 1950. године донео одлуку да се приступи изради фузионе бомбе.
Американци су прву хидрогенску бомбу, са деутеријумом као горивом и „класичном“ фисионом бомбом као капислом, тестирали на једном малом острву у Маршаловом архипелагу, 1. новембра 1952. године. Тестирање је обављено статички, на специјално конструисаној платформи а не бацањем из ваздуха, пошто ниједан тадашњи бомбардер није могао да понесе бомбу тешку преко 64 тоне. Рушилачка моћ експлозије превазишла је чак и Телерова очекивања. Њена снага процењена је на 10,5 мегатона, што је 450 пута више од снаге бомбе бачене на Нагасаки. Пробно острво је буквално испарило, а на његовом месту створен је подводни кратер широк два километра и дубок педесет метара.
Већ 12. августа 1953. Совјети су тестирали Х-бомбу коју је конструисао Андреј Сахаров. Иако је јачина ове бомбе била знатно испод једног мегатона, ипак се радило о покретном оружју које се могло натоварити на авион и лансирати на америчке градове. Телер је овај тренутак искористио да ојача своју позицију у армијским и државним структурама, а помоћ му је неочекивано стигла од стране Макартија.
Крајем фебруара 1954. године, Телер је на једном вештачком острву у Бикини архипелагу тестирао прву америчку термонуклеарну бомбу која се могла избацити из бомбардера (експеримент „Castle Bravo“). Била је то највећа нуклеарна проба и, истовремено, највећи нуклеарни инцидент у читавој америчкој историји. Неочекивано велика експлозија од 15 мегатона (два пута већа од очекиване), у комбинацији са неповољним временским условима изазвала је радиолошку контаминацију на преко 7000 km². Иако су бројна острва хитно исељена пред налетом радиоактивне магле, за многе озрачене становнике није било спаса. Током наредних деценија масовно су умирали од рака и других болести изазваних радијацијом.
Сахаров и Курчатов конструисали су совјетску „Цар бомбу“ јачине 50 мегатона. Приликом теста изведеног у арктичкој пустињи 30. октобра 1961. године настала је нуклеарна печурка висока 65 и широка 40 km при чему је снага експлозије достигла скоро два процента снаге Сунца. Бомба је, ипак, била крајње непрактична: сувише велика за класичне бомбардере, сувише малог домета за оне специјално прерађене, сувише гломазна за класичне пројектиле.
До данашњег дана Х-бомба је задржала своје место у складиштима великих сила.

## Полемика о Х-бомби
Након што су експлодирале фисионе бомбе над Хирошимом и Нагасакијем, у научној јавности порастао је отпор према развоју још страшнијих оружја за масовно уништење, било из моралних, било из прагматичних разлога.
- С једне стране, било је јасно да Х-бомба може да служи искључиво као инструмент геноцида над цивилним становништвом с обзиром да њена разорна моћ генерално искључује могућност локализоване употребе.
- Друго мишљење је било да ће рад на америчкој Х-бомби бити скуп и неизвестан, као и да ће одговором Совјетског Савеза започети трка у наоружању. Најјачи глас противљења дошао је од Опенхајмера, који није желео да види Х-бомбу у стратешком арсеналу америчке војске сматрајући да ће, пре или касније, Совјети имати исту такву. Притом је сматрао и да Америка има знатно већи број густо насељених урбаних целина погодних за гађање супербомбама, док је број сличних мета у Русији релативно мали.